# Florence Bascom
Florence Bascom (Williamstown 14 de juliol de 1862 - 18 de juny de 1945) fou una geòloga cèlebre per les seves aportacions a la petrografia, especialment a l'estudi de les roques cristal·lines. En el seu honor es va donar nom a un cràter de Venus i a l'asteroide (6084) Bascom.

## Vida
Va néixer a Williamstown (Massachusetts), filla d'un professor universitari de retòrica, John Bascom, i d'una activista pels drets de les dones involucrada en el moviment sufragista, Emma Curtiss Bascom. Va ser la més jove de cinc germans i provenia d'una família que, a diferència de la majoria de les famílies de l'època, encoratjava la integració de les dones a la societat.
Ambdós animaren la seva filla Florence a estudiar i fou la primera dona a obtenir un doctorat en la Universitat Johns Hopkins (on havia de seure darrere una pantalla per no "distreure els seus companys") i la segona en tot el país. Posteriorment va ensenyar en diverses facultats i ben aviat acumulà un ampli reconeixement.
Va ser la primera dona a rebre un sou fix del Servei Geològic dels Estats Units i a ser admesa per presentar una publicació a la Geological Society of Washington. Treballà com a editora de l'American Geologist Magazine i va ser membre activa del National Research Council. Contribuí a la geologia amb nombroses publicacions i amb l'ordenació del currículum oficial de diverses universitats on s'impartia aquesta ciència. Va morir als 83 anys d'un accident vascular cerebral.

## Carrera
Florence Bascom va contribuir a la identificació un tipus especial de volcans àcids. El seu text, «The Structures, Origin, and Nomenclature of Acidic Volcanic Rocks of South Mountain», comença identificant diverses estructures de roques formades pel volcà. Bascom argumenta que les formacions rocoses de South Mountain han canviat amb el temps, que algunes roques originalment mostraven signes de ser riolita, però ara eren roques holocristalinas. Aquestes roques van desafiar la nomenclatura utilitzada tradicionalment per identificar roques, inventada per científics alemanys i anglesos, per la qual cosa va afegir prefixos als noms preexistents, per identificar els canvis àcids en elles. Els prefixos utilitzats van ser meta, epi i apo.
Va presentar una altra nova conclusió notable pel que fa als cicles d'erosió a Pennsilvània. Es va especialitzar en l'estudi de les roques de Piedmont, el seu origen i composició. Moltes n'estaven mal classificades com a roques sedimentàries, quan en realitat eren metamòrfiques, fet que demostrà amb anàlisis petrogràfiques innovadores. També estudià els recursos hídrics de la regió. El pensament científic anterior creia que a la província Piedmont de Pennsilvània es va produir en dos o tres cicles d'erosió, mentre que ella tenia proves que es tractava d'almenys nou cicles. Bascom va compilar un registre estratigràfic del dipòsit Atlàntic a la província, que enumerava la profunditat, discordancies i tipus de deposició (com sorra, argila o grava). Aquests cicles van ocórrer durant un període gran, 6 cicles en el període post-Cretaci i tres en el període Cretaci. Aquesta conclusió va causar que els científics estiguessin oberts a noves idees sobre els cicles d'erosió; pel que fa a la seva taxa d'ocurrència i com definir un cicle.
També va exercir com a professora. Va ensenyar matemàtiques i ciències al Rockford College entre 1887 i 1889, i més tard a la Ohio State University entre 1893 i 1895. Va deixar la Ohio State University per treballar a la Bryn Mawr College, on va poder realitzar investigacions originals i ensenyar cursos de geologia de nivell superior. Bascom fins i tot va abandonar els seus ensenyaments el 1907 a causa del seu interès per estudiar petrografia i mineralogia. Va passar un any aprenent i investigant la cristal·lografia avançada al laboratori de Victor Goldschmidt i Heidelberg abans de tornar a l'ensenyament, ja que no volia passar temps fent "investigacions especialitzades", que no podria ensenyar als seus estudiants en els cursos.
Al Bryn Mawr College, la Geologia no tenia la rellevància d'altres ciències naturals. La seva àrea de treball consistia en un espai d'emmagatzematge en un edifici construït únicament per Química i Biologia. En els següents dos anys va aconseguir recopilar una important col·lecció de minerals, fòssils i roques. Bascom va fundar el departament de Geologia de Bryn Mawr el 1901, on es va dedicar a ensenyar i entrenar a una nova generació de dones. El 1937, 8 de les 11 de les dones que formaven part de la Societat Geològica d'Estats units eren graduades del seu curs. Es va retirar de la docència en 1928, però va continuar treballant en el Servei Geològic dels Estats Units fins a 1936.
Encara que va ser la segona dona a obtenir un doctorat en Geologia, va ser la primera contractada pel Servei Geològic dels Estats Units (USGS) el 1896, la primera a presentar un treball davant el Servei Geològic de Washington el 1901 i la primera triada per al consell de la Societat Geològica dels Estats Units (GSA) el 1924 -cap altra dona seria triada fins després de 1945-. Entre els seus èxits hi ha haver estat la primera funcionària de la GSA, quan va ser vicepresidenta de la mateixa en 1930. Va publicar al voltant de 40 treballs de recerca.

## Mort i llegat
Florence Bascom va morir d'una hemorràgia cerebral el 18 de juny de 1945 a l'edat de 82 anys. Està enterrada en un cementiri del Williams College a Williamstown, Massachusetts, prop dels seus familiars.
En el primer terç del segle xx, el programa de graduats de Bascom va ser considerat un dels més rigorosos del país, amb un fort enfocament tant al laboratori com al treball de camp i era conegut per haver entrenat a la majoria de les geóloges estatunidenques. Les seves estudiants no només es van graduar, sovint van tenir èxit i es van forjar transcendents carreres.

### En el seu honor
- Bascom Crater a Venus
- 6084 Bascom, asteroide descobert el 1985
- El llac glacial Bascom, un llac postglacial prehistòric situat en el que ara és el nord del comtat de Berkshire, Massachusetts, es va formar en retrocedir el gel glacial i va impedir el drenatge de la conca del riu Hoosic.
- El U.S. Geological Survey's Florence Bascom Geoscience Center a Reston, Virginia.[10]